# Босанац, Перса
Перса Лукинична Босанац (серб. Перса Лука Босанац; 12 июля 1922, Джералие — 13 июня 1943, Сирач) — югославская партизанка времён Народно-освободительной войны, Народный герой Югославии.

## Биография
Родилась 12 июля 1922 в селе Джералие близ Подравски-Слатины. Родом из бедной крестьянской семьи. До войны окончила начальную школу, работала в поле. После начала войны ушла в партизаны (её отец Лука также вступил в партизанское движение и погиб от взрыва мины) и оказывала антифашистам всю возможную помощь. Благодаря её стараниям партизанское движение значительно пополнилось добровольцами из Подравины и Славонии, а в 17-ю славонскую бригаду прибыли около двухсот женщин.
18 января 1943 Перса была зачислена в 17-ю банийскую ударную бригаду, в которой сначала была младшим сержантом, а затем дослужилась до звания сержанта. В составе бригады участвовала в боях за Вочин, Подравску-Слатину, Джуловац, Гарешницу, Вировитицу и другие местечки. Проявила особенную храбрость, после чего была переведена в 1-ю роту 2-го батальона.
В 1943 году 17-я ударная бригада вступила близ горы Яворовица в битву с двумя крупным отрядами немцев. Немцы заняли выгодные позиции, с которых было возможно постоянно обстерливать противника, и югославам нужно было прорываться под шквальным огнём. Перса, умело используя в качестве прикрытия деревья, позволила своим товарищам защититься от шквального огня. Бой за Яворовицу шёл весь день, и ближе к вечеру после закидывания гранатами и схваток врукопашную югославы уничтожили полностью оба отряда. В первых рядах сражалась и Перса вместе со своей подругой Катицей Кецман, которая получила смертельное пулевое ранение на исходе битвы.
Перса участвовала во многих боях в Славонии, однако настоящую славу ей принесла битва в апреле 1943 года против печально известного усташского «полка Боснича». Перса также участвовала в битве за город Ширац: группа из десяти партизан, в составе которой была Перса, получила задание подавить неприятельский пункт сопротивления — укреплённую точку, в которой был установлен тяжёлый пулемёт, обстреливавший позиции партизан. Бесстрашная партизанка первой ворвалась в крепость и, бросив гранату, уничтожила орудие и его расчёт, тем самым позволив своим соратникам взять твердыню.
Благодаря своей храбрости, неустрашимости и весёлости Перса Босанац всегда была примером для подражания: во время второй атаки на Ширац Персе доверили взять штурмом здание школы. Атака была отбита, а партизанский пулемётчик смертельно ранен. Чтобы пулемёт не достался противнику, Перса сама захватила её. В тот момент, когда девушка собиралась выбраться из укрытия и бросить гранату, она получила смертельное пулевое ранение. Случилось это 13 июня 1943.
Несмотря на гибель Персы, партизаны взяли штурмом школу. Самой Персе посмертно было присвоено звание Народного героя Югославии 23 июля 1952.